# Marder III

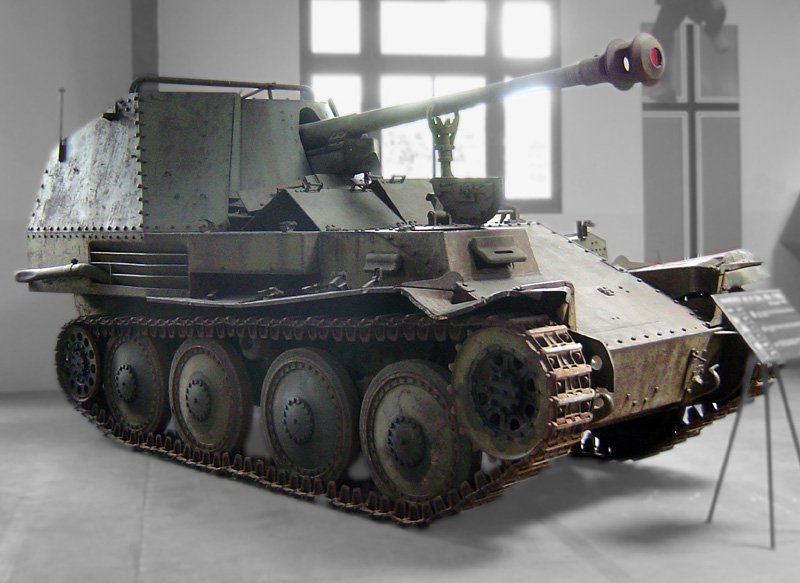
Marder III SdKfz 138 - 7,5 cm KwK 40/3 auf PzKpfw 38(t) Ausf M in Musée des Blindés

Marder III is een serie Duitse tankjagers uit de Tweede Wereldoorlog, gebouwd op het chassis van de Panzerkampfwagen 38(t). Ze waren in productie van 1942 tot 1944 en deden dienst op alle fronten tot het einde van de oorlog.

## Geschiedenis

### Algemene inleiding over de Marder-series
Duitse tanks, met name de PzKpfw II, PzKpfw III en PzKpfw IV voldeden nog maar net aan de in begin 1941 geldende 'eisen' voor tanks en waren dan ook succesvol tijdens de Poolse Veldtocht (1939), de lage landen en Frankrijk (Fall Gelb 1940) en de Balkan en Noord-Afrika (1941). Dit was echter meer te danken aan de kwaliteit van de bemanningen en de competente generaals dan aan de gevechtskwaliteiten van met name de sterk verouderde PzKpfw I en II, die in 1941 nog ruimschoots in actieve dienst waren.
Tijdens de invasie van de Sovjet-Unie (22 juni 1941) duurde het niet lang voor de Sovjets door hun voorraad eveneens verouderde BT-7, T-26, T-29, BT-8, T-40, T-50 en T-60 tanks heen waren. Deze 'grote schoonmaak' zorgde er begin 1942 voor dat de tanks die het meest voorkwamen aan het oostfront om de Duitse tanks te bestrijden, de T-34/76 en de KV-1 waren. Toen werd pijnlijk duidelijk dat oude en middelzware tanks maar ook lichte/middelzware antitank-kanonnen (zoals de 3,7cm- en 5cm-PaK-kanonnen) niet meer voldoende presteerden.
De Pantserdivisies aan het oostfront wisten zich maar amper te redden en konden nog een tijdje voordeel halen uit het feit dat Sovjet tankbemanningen slecht getraind waren, een laag moreel hadden en dat hun tanks niet of nauwelijks waren uitgerust met radio's (het laatste had een grote invloed op het falen van het Sovjet tankwapen in de eerste oorlogsjaren). Slimme tactieken en samenwerking met de Luftwaffe (met name de Junkers Ju 87 'Stuka') hielden de balans nipt in het voordeel van de Duitsers. De Infanteriedivisies echter waren voornamelijk uitgerust met 37mm- en 50mm-PaK-kanonnen die, en dan met name de 37 mm PaK 36, weinig uithaalden tegen de oudere middelzware tanks. De 50 mm presteerde aanzienlijk beter, maar had nog steeds grote moeite met het pantser van de T-34 en de KV-1.
Zodoende smeekten de Duitse generaals al vrij snel om een volledige herbewapening van hun AT-arsenaal. 50mm-, 75mm- en 88mm-AT-kanonnen voorkwamen het uit balans raken van de kansen aan het front, echter niet voor lang.
Er werd haastig begonnen met het ontwikkelen van een effectief en mobiel AT-wapen als tussenoplossing tot de nieuwe generatie middelzware (PzKpfw IV F-G-J en Panther) en zware (Tiger) tanks het front bereikten (deze modellen waren nog steeds of kwamen later in ontwikkeling). Er werd besloten om het onderstel van de laatste uitvoering van de PzKpfw II (Ausf D1/D2) te gebruiken en de Marder ontstond.
Er zijn drie verschillende Marder-series gebouwd: de Marder I, II en III. Opmerkelijk is dat de II eerder dan de I en III en de III eerder dan de I.
Alhoewel er een aantal Marders zijn geleverd aan verschillende Pantserdivisies, werd het voertuig in principe ontwikkeld voor gebruik in Infanteriedivisies, in zogenaamde Panzerjäger Batallionen.

### Marder III

#### SdKfz 139 - Panzerjäger 38(t) für 7,62cm PaK36(r)
Tegelijk met de Marder II (Panzer Selbstfahrlafette 1 für 7,62 cm PaK36(r) auf Fahrgestell PzKpfw II Ausf D1 und D2) ontwikkelde men een bijna identiek voertuig op basis van de andere verouderde, maar nog in groten getale aanwezige lichte tank, namelijk de (Tsjechische) PzKpfw 38(t). Hier werden ook buitgemaakte en omgebouwde Sovjet 76,2mm-AT-kanonnen op het onderstel van een lichte tank en een plaatje bepantsering als bescherming voor de bemanning. In maart 1942 begon de productie met 24 eenheden per maand en vanaf juli 1942 nam het tempo toe tot 30 stuks per maand. Na 334 eenheden werd de productie in oktober 1942 gestaakt.
De SdKfz 139 is te onderscheiden van de Sd.Kfz. 138 door het kleine beschermende PaK-schild, de SdKfz 138 had of een grotere of een gesloten compartiment. De SdKfz 139 is ook hoger omdat het kanon boven op het chassis was geplaatst.

#### SdKfz 138 - 7,5cm PaK40/3 auf PzKpfw 38(t) Ausf H - Panzerjäger 38(t) mit 7,5cm PaK40/3 Ausf M
Zelfde onderstel als de Marder III SdKfz 139, maar dit keer met een 7,5 cm PaK 40 en (deels) gesloten compartiment. Er bestonden twee varianten: de M en de H. Dit had te maken met de plaatsing van de motor (en zodoende het kanon ten behoeve van evenwicht): de H (Heckmotor) had het kanon centraal geplaatst, de M (Mittelmotor) had het kanon achter geplaatst. Dit maakt de twee dan ook meteen makkelijk te onderscheiden. Na 975 exemplaren gemaakt te hebben staakte de productie in mei 1944. De Marder werd opgevolgd door de Hetzer.